# Stepnoje (Kaliningrad, Nesterow)
Stepnoje (russisch Степное, deutsch Waldaukadel) ist ein verlassener Ort im Rajon Nesterow der russischen Oblast Kaliningrad.
Die Ortsstelle befindet sich unweit nördlich der Kommunalstraße 27K-180 eineinhalb Kilometer nordöstlich von Sadowoje (Elluschönen) und dreieinhalb Kilometer westnordwestlich von Tschistyje Prudy (Tollmingkehmen/Tollmingen). Vor 1945 hatte der Ort Bahnanschluss über den eineinhalb Kilometer westlich gelegenen Bahnhof Meldingen/Gnadenheim an der Bahnstrecke Gumbinnen–Goldap.

## Geschichte
Wal(l)daukadel(l) war um 1780 ein königliches Vorwerk und Sitz eines Domänenamts. Um 1820 war der Ort ein sog. Hauptgut unter adliger Besitzung. 1874 wurde der Gutsbezirk Waldaukadel Namensträger eines neu gebildeten Amtsbezirks im Kreis Goldap. 1928 wurde der Gutsbezirk Waldaukadel an die Landgemeinde Pickeln angeschlossen.
Im Oktober 1944 wurde der Ort von der Roten Armee besetzt. Er gehörte fortan mit dem nördlichen Ostpreußen zur Sowjetunion. 1950 erhielt er, nun wieder eigenständig, den russischen Namen Stepnoje und wurde dem Dorfsowjet Tschistoprudenski selski Sowet im Rajon Nesterow zugeordnet. 1997 wurde Stepnoje aus dem Ortsregister gestrichen.

### Einwohnerentwicklung
| Jahr | Einwohner |
| ---- | --------- |
| 1867 | 140       |
| 1871 | 135       |
| 1885 | 138       |
| 1905 | 106       |
| 1910 | 125       |
| 1925 | 81        |
| 1987 | ~10       |

### Amtsbezirk Waldaukadel (Pickeln) 1874–1945
Der Amtsbezirk Waldaukadel wurde 1874 im Kreis Goldap eingerichtet. Er bestand zunächst aus neun Landgemeinden (LG) und dem Gutsbezirk (GB) Waldaukadel.
| Name                                 | Änderungsname von 1938 | Russischer Name nach 1945 | Bemerkungen                  |
| ------------------------------------ | ---------------------- | ------------------------- | ---------------------------- |
| Budszedehlen (LG)                    | Salzburgerhütte        | Kolzewoje, auch Bereschki | 1936 bis 1938: Budschedehlen |
| Czerwonnen [Ksp Tollmingkehmen] (LG) | Bohndorf               |                           | 1928 zur LG Pickeln          |
| Didszullen (LG)                      | Schwadenfeld           | Wyssokoje                 | 1936 bis 1938: Didschullen   |
| Elluschönen (LG)                     | Ellern (Ostpr.)        | Sadowoje                  |                              |
| Langkischken (LG)                    | Langenwasser           | Swetloje                  |                              |
| Meldienen (LG)                       | Gnadenheim             |                           |                              |
| Pickeln (LG)                         |                        | Tichwino                  |                              |
| Raudohnen (LG)                       | Grasberg               |                           | 1928 zur LG Pickeln          |
| Theweln (LG)                         | Pfalzberg              |                           |                              |
| Waldaukadel (GB)                     |                        | Stepnoje                  | 1928 zur LG Pickeln          |

1935 wurden die Landgemeinden in Gemeinden umbenannt. 1939 wurde der Amtsbezirk in Pickeln umbenannt. Im Oktober 1944 umfasste der Amtsbezirk Pickeln die sieben Gemeinden Ellern (Ostpr.), Gnadenheim, Langenwasser, Pfalzberg, Pickeln, Salzburgerhütte und Schwadenfeld.

## Soldatenfriedhof Stepnoje (Waldaukadel)
Südlich vom ehemaligen Stepnoje bzw. Waldaukadel direkt an der Kommunalstraße 27K-180 befindet sich der Soldatenfriedhof Stepnoje, der schon zu deutscher Zeit angelegt wurde und Gräber von 361 deutschen und 332 russischen gefallenen Soldaten aus dem Ersten Weltkrieg aufnimmt.

## Kirche
Waldaukadel gehörte zum evangelischen Kirchspiel Tollmingkehmen.